# Osorno (ciutat de Xile)
Osorno és una ciutat de la província d'Osorno (regió de Los Lagos). La comuna té 145.475 habitants i una superfície de 951 km² (datació del cens de 2002). Va ser fundada el 1558 com Villa de San Mateo de Osorno.